# Вольтер, Самуил Волькович
Самуи́л Во́лькович (Владимирович) Во́льтер (4 августа 1898, Кривой Рог, Херсонская губерния — 1941) — советский учёный-медик, гигиенист и патофизиолог. Доктор медицинских наук (1939), профессор (1940).

## Биография
Родился 4 августа 1898 года в местечке Кривой Рог. Участник Гражданской войны.
В 1924 году окончил медицинский факультет Одесского медицинского института, где с тех пор работал: в 1925—1928 годах — аспирант, в 1928—1929 годах — ассистент кафедры профилактической медицины, в 1925—1929 годах — по совместительству ассистент Одесского института патологии и гигиены труда. В 1928 году защитил кандидатскую диссертацию, кандидат медицинских наук.
В 1929—1935 годах — старший научный сотрудник токсикологической лаборатории Московского института охраны труда, в 1935—1940 годах — Всесоюзного института гигиены труда. В 1931—1940 годах — по совместительству ассистент кафедры фармакологии Первого Московского медицинского института.
В 1940—1941 годах — заведующий кафедрой фармакологии Львовского медицинского института, по совместительству заведующий отделом аспирантуры и клинической ординатуры.
В начале Великой Отечественной войны был призван на фронт, служил армейским токсикологом 5-й армии Юго-Западного фронта, военврач 2-го ранга; пропал без вести в 1941 году.

## Научная деятельность
Специалист в области гигиены и безопасности труда. Автор 34 научных и научно-популярных работ, в том числе 2 монографий. Изучал проблемы гигиены труда и промышленной токсикологии. Исследовал воздействие отравляющих веществ на организм человека: влияние фтористых соединений на кровообращение, интоксикаций никотином, мышьяком, свинцом, бериллием, органическими растворителями. Изучал действие метеорологических факторов на организм человека.

### Научные труды
- Об утомлении при умственном труде с точки зрения нервно-психической гигиены (дипломная работа) / Одесса, 1925;
- Клиника профессиональных клеевых дерматозов / Врачебное дело, 1927, № 21 (соавтор);
- Изменения резервной щелочности крови при никотинном отравлении (кандидатская диссертация) / Одесса, 1928;
- К исследованию метеорологического фактора в производстве (Гигиена труда, 1928, № 1).
- Морфология крови у рабочих табачной фабрики / Гигиена, безопасность и патология труда, 1930, № 6;
- Гигиеническая рационализация технологических процессов: Оценка различных методов приготовления растворов гипохлоритов и применения их в отбельных цехах хлопчато-бумажных текстильных предприятий (М.—Л.: Государственное социально-экономическое издательство, 1931);
- Etude sur les intoxications industrielles aigues dans les tanneries / Médecine du travail, 1934, № 5 (соавтор);
- Производство суперфосфата в свете гигиены труда (монография) / М., 1934 (соавтор);
- Особенности токсикодинамики мышьяка при поступлении через дыхательные пути в виде пыли / Фармакология и токсикология, 1939, № 3;
- Фтор как промышленный яд в фосфатно-туковой промышленности (докторская диссертация) / М., 1939;
- Токсичность бериллия (Фармакология и токсикология, 3:82-5, 1940).